# La Victoire
La Victoire, in creolo haitiano Laviktwa, è un comune di Haiti facente parte dell'arrondissement di Saint-Raphaël nel dipartimento del Nord.